# Třída Shoreham
Třída Shoreham byla lodní třída britských šalup z období druhé světové války. Celkem bylo postaveno osm jednotek této třídy. Za druhé světové války byla jedna potopena.

## Stavba
Stejně jako předcházející třída Hastings byla tato třída další evolucí meziválečných šalup třída Bridgewater. Lišila se především delším trupem a instalací jednoho děla na dvouúčelové lafetě, takže mohlo být použito i proti letadlům. V letech 1929–1933 bylo postaveno celkem osm jednotek této třídy.
Jednotky třídy Shoreham:
| Jméno               | Založení kýlu | Spuštěna | Vstup do služby | Status                                                                                             |
| ------------------- | ------------- | -------- | --------------- | -------------------------------------------------------------------------------------------------- |
| HMS Bideford (U43)  | 1930          | 1931     | únor 1932       | Vyřazena.                                                                                          |
| HMS Fowey (U15)     | 1930          | 1930     | září 1931       | Vyřazena.                                                                                          |
| HMS Rochester (U50) | 1930          | 1931     | březen 1932     | Roku 1945 byla šalupa odzbrojena a převedena k výcviku do navigační školy v Portsmouthu, vyřazena. |
| HMS Shoreham (U32)  | 1929          | 1930     | listopad 1931   | Vyřazena.                                                                                          |
| HMS Dundee (U84)    | 1931          | 1932     | březen 1933     | Dne 15. září 1940 byla u pobřeží Irska potopena německou ponorkou U-48.                            |
| HMS Falmouth (U34)  | 1931          | 1932     | říjen 1932      | Vyřazena.                                                                                          |
| HMS Milford (U51)   | 1931          | 1932     | prosinec 1932   | Vyřazena.                                                                                          |
| HMS Weston (U72)    | 1931          | 1932     | únor 1933       | Vyřazena.                                                                                          |

## Konstrukce

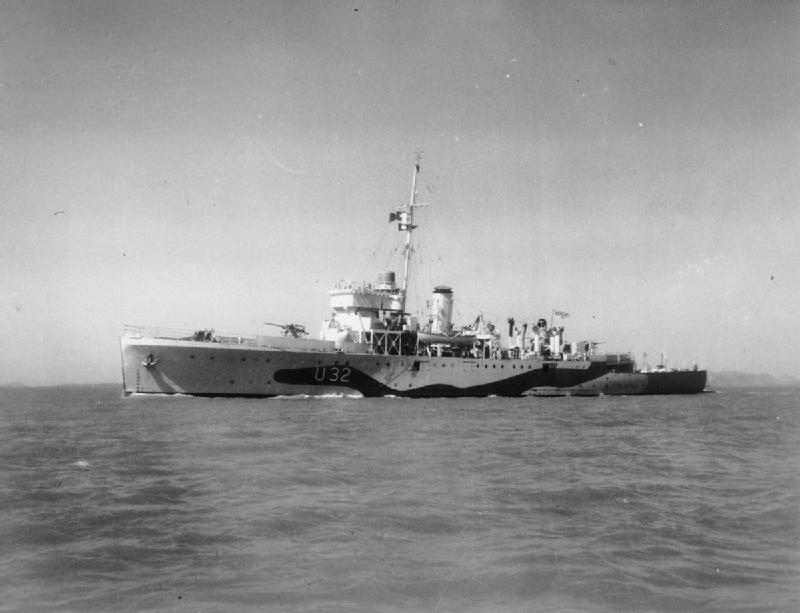
HMS Shoreham

Výzbroj tvořily dva 102mm kanóny, čtyři 47mm kanóny a 15 hlubinných pum, svrhávaných ze skluzavky na zádi. Nesla také minolovné vybavení. Pohonný systém měl výkon 2000 hp. Tvořily jej dva tříbubnové kotle Admiralty a dvě parní turbíny Parsons, pohánějící dva lodní šrouby. Nejvyšší rychlost dosahovala 16,5 uzlu.

### Modernizace

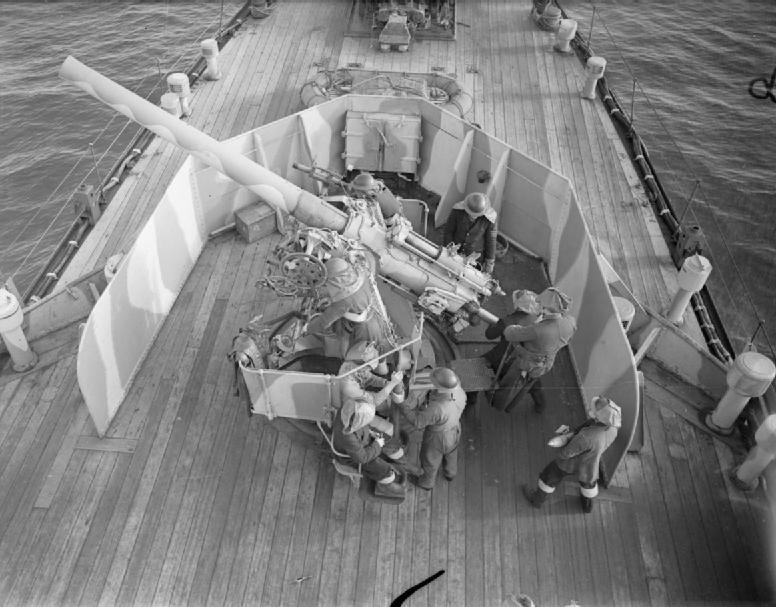
102mm kanón šalupy HMS Weston

Během služby byla plavidla dále upravována. Ve 30. letech výzbroj posílil 12,7mm čtyřkulomet Vickers. Roku 1939 byly odstraněny dva 47mm kanóny, přičemž protiponorkovou výzbroj posílily dva vrhače hlubinných pum. Jejich zásoba byla zvětšena na 40 kusů. Na počátku války byl i druhý 102mm kanón upraven pro střelbu na vzdušné cíle. V dalším průběhu války byla dále posilována protiletadlová a protiponorková výzbroj. Kulomety a zbylé 47mm kanóny nahradily 20mm kanóny Oerlikon (pouze Shoreham nesl také jeden 40mm kanón Bofors). Všechna plavidla dostala další dva vrhače a jednu skluzavku hlubinných pum (celkem tedy 4+2), kterých bylo neseno až 90 kusů. Šalupa Fowey navíc dostala salvový vrhač Hedgehog.

## Služba
Třída byla velmi intenzivně nasazena ve druhé světové válce. Jedna šalupa byla ve válce potopena. Ostatní byly později vyřazeny.